# Częstocice (gromada)
Częstocice (do 31 XII 1959 Oleśnica Mała) – dawna gromada, czyli najmniejsza jednostka podziału terytorialnego Polskiej Rzeczypospolitej Ludowej w latach 1954–1972.
Gromady, z gromadzkimi radami narodowymi (GRN) jako organami władzy najniższego stopnia na wsi, funkcjonowały od reformy reorganizującej administrację wiejską przeprowadzonej jesienią 1954 do momentu ich zniesienia z dniem 1 stycznia 1973, tym samym wypierając organizację gminną w latach 1954–1972.
Gromadę Częstocice z siedzibą GRN w Częstocicach utworzono 1 stycznia 1960 w powiecie oławskim w woj. wrocławskim w związku z przeniesieniem siedziby GRN gromady Oleśnica Mała z Oleśnicy Małej do Częstocic i zmianą nazwy jednostki na gromada Częstocice; równocześnie do nowo utworzonej gromady Częstocice włączono wieś Niemil ze zniesionej gromady Osiek w tymże powiecie. Dla gromady ustalono 22 członków gromadzkiej rady narodowej.
Gromada przetrwała do końca 1972 roku, czyli do kolejnej reformy gminnej.